# Serjania grandifolia
Serjania grandifolia är en kinesträdsväxtart som beskrevs av Paul Antoine Sagot och Ludwig Radlkofer. Serjania grandifolia ingår i släktet Serjania och familjen kinesträdsväxter. Inga underarter finns listade i Catalogue of Life.